# 鈴木重武
鈴木 重武（すずき しげたけ）は、平安時代中期の武将。藤白鈴木氏の当主。父は重実、母は侍従・藤原定時の女。官位は掃部允。
長元元年（1028年）の6月に前上総介・平忠常が謀反を起こした際、追討のため中原成道に随行して東国に下向した。永承7年（1052年）9月15日に81歳で没した。

## 系譜
宮内庁書陵部蔵『華族系譜61 亀井家』、および『古代氏族系譜集成 中巻』穂積臣系図による。
- 父：鈴木重実
- 母：藤原定時（従五位下侍従、藤原北家小一条流）の女
- 妻：真砂清行の女
  - 男子：鈴木重康
- 生母不詳の子女
  - 男子：鈴木重孝 - 下総鈴木氏の祖。
  - 男子：鈴木重親 - 那智鈴木氏の祖。
  - 女子：田屋権大夫室